# Heleninha Costa
Helena Costa Grazioli, conhecida como Heleninha Costa (Rio de Janeiro, 18 de janeiro de 1924 – Rio de Janeiro, 12 de abril de 2005), foi uma cantora brasileira. Foi casada com o músico Ismael Neto (1925–1956), integrante e fundador do grupo musical "Os Cariocas".

## Discografia
- (1963) Atchim (Deus Te Ajude)/Já Vou Embora
- (1960) Canta Heleninha Costa
- (1959) Exaltação à Brasília/Turista
- (1959) Falaram/Poema Azul
- (1958) A Respeito da Lua/Não Tive Tempo
- (1958) Heleninha Costa
- (1958) L'Edera/Nós Nos Veremos Depois
- (1958) Estrela de Ouro/Por Que Choras?
- (1957) Pecadora/Revelarei
- (1957) Cinzas do Amor/O Chico Namorou
- (1957) Depois da Rusga/O Lago da Esperança
- (1957) Santa Maria/Desde Ontem
- (1957) É Luxo Só/Exaltação à Bahia

## Filmografia
- Céu Azul (1940)
- Desfile de Astros (1945)
- Vamos com Calma (1956)